# اقتصاد غيانا
تعد غيانا واحدةً من أسرع البلدان النامية في نصف الكرة الغربيّ، إذ وصل فيها نصيب الفرد من الناتج المحلي الإجمالي إلى 8300 دولار عام 2016، وبلغ متوسط نمو الناتج المحلي الإجمالي نسبة 4.2% على مدى العقد الماضي، ومن المتوقع أن يحقق البلد نموًّا في إجمالي الناتج المحلي الإجمالي بنسبة تتجاوز 85% عام 2020.

## نظرة عامة

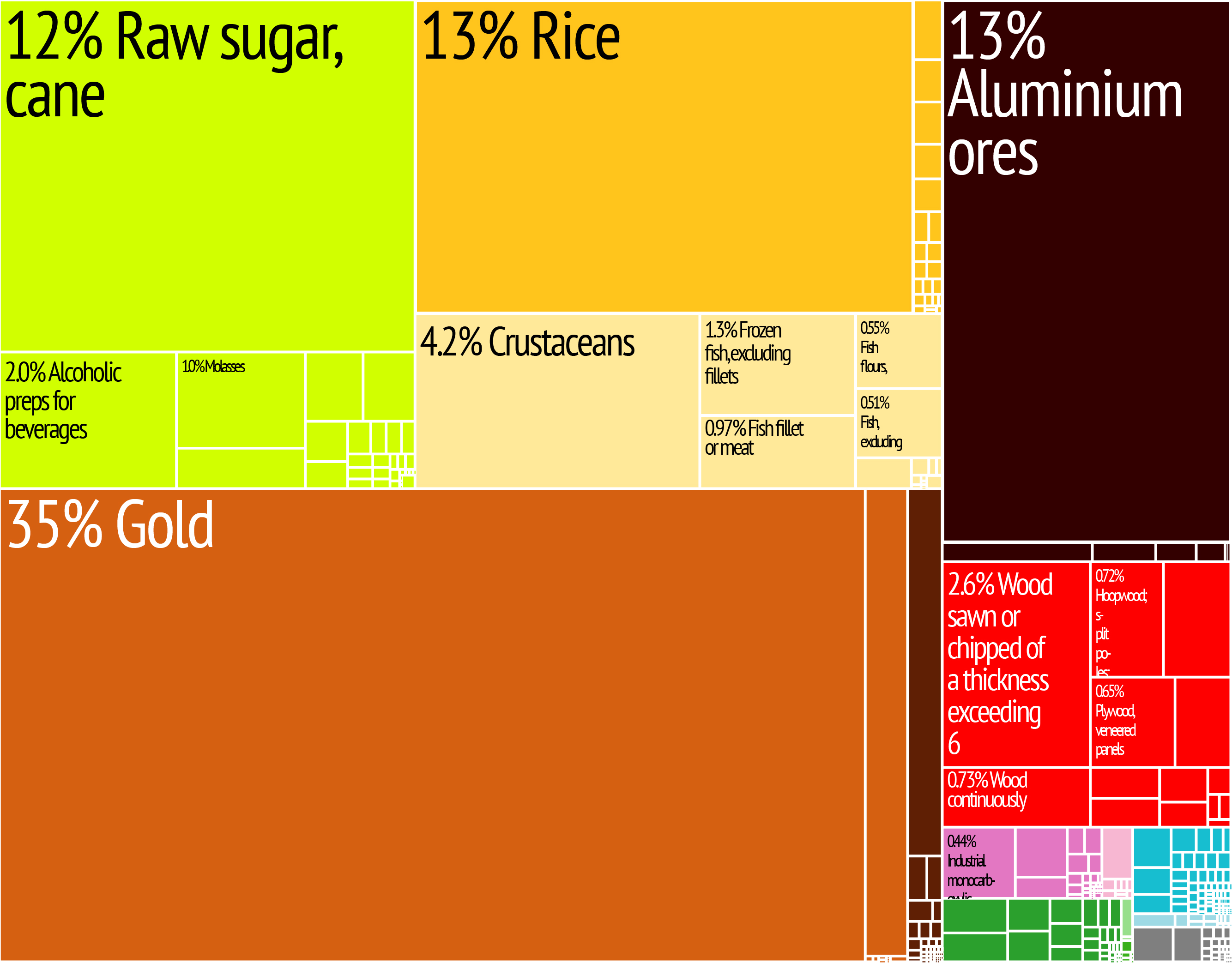
تمثيل نسبي لصادرات غيانا

أحرز الاقتصاد تقدّمًا ملحوظًا بعد برنامج الرئيس هويت للانتعاش الاقتصادي عام 1989، إذ زاد الناتج المحلي الإجمالي لغيانا بنسبة 6% عام 1991 بعد 15 سنة من الانخفاض المتكرّر نتيجة لذلك البرنامج. ظلّت نسبة النمو أعلى من 6% حتى عام 1995، حين انخفضت فيه إلى 5.1%. ذكرت الحكومة أن الاقتصاد حقّق نموًّا بمعدل 7.9% عام 1996 و6.2% عام 1997 وانخفض إلى 1.3% عام 1998، في حين بلغ معدل النمو عام 1999 نسبة 3%. بلغ معدل النمو غير الرسمي عام 2005 نسبة 0.5%. في عام 2006، كانت النسبة 3.2%.
قلّل برنامج الرئيس هويت للانتعاش الاقتصادي الذي طوّر بالشراكة مع البنك الدولي وصندوق النقد الدولي بشكل كبير من دور الحكومة في مجال الاقتصاد، وشجّع الاستثمار الأجنبي، ومكّن الحكومة من تسديد جميع ديونها بسداد القروض إلى الحكومات الأجنبية والبنوك متعددة الأطراف، وبيع 15 من أصل 41 مشروعًا تجاريّا مملوكًا من قبل الدولة. خُصخصَت أيضًا شركة الهواتف المحمولة والأصول في صناعات الأخشاب والأرز وصيد الأسماك، وتعاقدت الحكومة مع شركات دوليّة لإدارة شركة السكر الحكومية الضخمة جاي سو كو «GuySuCo» وأكبر منجم للبوكسيت في الولاية. سُمح لشركة أمريكية بفتح منجم للبوكسيت، كما سُمح لشركتين كنديتين بتطوير أكبر منجم مفتوح للذهب في أمريكا الجنوبية. بيد أن الجهود الرامية إلى خصخصة شركتي تعدين البوكسيت المملوكتين للدولة وهما شركة بربايس وشركة ليندن للتعدين باءت بالفشل حتى الآن.
أزيلت معظم ضوابط الأسعار، وتحسّنت القوانين المؤثرة على التعدين والتنقيب عن النفط، وأُعلن عن سياسة استثمارية تقبل الاستثمار الأجنبي، كما سُنّت إصلاحات ضريبية تهدف إلى تشجيع الصادرات والإنتاج الزراعي في القطاع الخاص.
منذ عام 1986، تلقت غيانا كامل إمداداتها من القمح من الولايات المتحدة بشروط ميسرة في إطار برنامج الغذاء مقابل السّلام «PL 480 Food for Peace» وتوفّر لها الآن على أساس المنح. تستخدم العملة الغيانية الناتجة عن بيع القمح لأغراض تتفق عليها حكومتا الولايات المتحدة وغيانا. كما هو الحال مع العديد من البلدان النامية، فإن غيانا دولة مثقلة بالديون. كان تخفيض عبء الديون إحدى أولويات الحكومة الحالية. في عام 1999، تمكنت غيانا، من خلال نادي باريس «شروط ليون»، ومبادرة البلدان الفقيرة المثقلة بالديون من التفاوض بشأن إعفائها من 256 مليون دولار من الديون.
ما تزال نسب المهاجرين من البلد كبيرةً، لا سيما إلى الولايات المتحدة وكندا، إذ قدر صافي الهجرة عام 1998 بنحو 1.4% من السكان، وفي عام 1999، بلغت هذه النسبة 1.2%.

## القطاعات الاقتصادية
يعدّ كل من الزراعة والتعدين أهم الأنشطة الاقتصادية في غيانا، حيث يمثل السكر والبوكسيت والأرز والذهب ما نسبته 70-75% من عائدات التصدير، بيد أن قطاع الأرز شهد انخفاضًا عام 2000، إذ انخفض إجمالي الصادرات بنسبة 27% خلال الربع الثالث من عام 2000. مثّلت صادرات الجمبري البحرية التي تأثرت بشدة بسبب حظر الاستيراد الذي فرض على الولايات المتحدة مدة شهر عام 1999 ما نسبته 3.5% فقط من إجمالي عائدات الصادرات في ذلك العام. انتعشت صادرات الجمبري عام 2000، فمثلت 11% من إجمالي الصادرات خلال الربع الثالث من نفس العام. تشمل الصادرات الأخرى الأخشاب والألماس والملابس والمستحضرات الصيدلانية. تتزايد قيمة هذه الصادرات الأخرى.

### الزراعة
السكر هو المنتج الأكثر أهمية تاريخيًا في غيانا، ومع ذلك، كانت الصناعة في حالة تدهور بسبب المنافسة العالمية وعوامل أخرى. ولكن لايزال السكر من الصادرات الرئيسية.
أنتجت غيانا في عام 2018
- 1.2 مليون طن من قصب السكر
- 964 ألف طن من الأرز
- 136 ألف طن من جوز الهند
- بالإضافة إلى إنتاج أقل من المنتجات الزراعية الأخرى ، مثل الباذنجان (47 ألف طن) والأناناس (34 ألف طن). ، فلفل (37 ألف طن) ، موز (23 ألف طن) ، برتقال (21 ألف طن) ، كسافا (20 ألف طن).[12]

### التعدين
يساهم التعدين بشكل كبير في اقتصاد غيانا، بسبب الاحتياطيات الكبيرة من البوكسيت، الذهب، والالماس. تم العثور على الكثير من هذه الموارد في هيلي ساند وحزام كلاي، وهي منطقة تشكل 20٪ من البلاد.

### النفط
في عام 2010، جددت اكتشافات النفط البحرية الكبيرة التي قامت بها شركة إكسون الاهتمام بالاستثمار الأجنبي في البلاد. وتشير تقديرات عام 2018 إلى أن غيانا تحتفظ بأكثر من 3.2 مليار برميل. بدأ استخراج النفط الخام البحري في عام 2019.

## إحصائيات
ويبين الجدول التالي أهم المؤشرات الاقتصادية 1980-2017.
| السنة                                                         | 1980   | 1985   | 1990   | 1995   | 2000   | 2005   | 2006  | 2007   | 2008  | 2009  | 2010  | 2011  | 2012  | 2013  | 2014  | 2015   | 2016  | 2017  |
| ------------------------------------------------------------- | ------ | ------ | ------ | ------ | ------ | ------ | ----- | ------ | ----- | ----- | ----- | ----- | ----- | ----- | ----- | ------ | ----- | ----- |
| الناتج المحلي الإجمالي بمليارات لدولار (تعادل القوة الشرائية) | 1.28   | 1.37   | 1.38   | 2.19   | 2.73   | 3.14   | 3.40  | 3.73   | 3.88  | 4.04  | 4.37  | 4.59  | 4.90  | 5.24  | 5.54  | 5.77   | 6.05  | 6.29  |
| نصيب القرد (تعادل القوة الشرائية)                             | 1.690  | 1,862  | 1,915  | 3,014  | 3,675  | 4,223  | 4,567 | 5,003  | 5,189 | 5,380 | 5,669 | 6,076 | 6,469 | 6,890 | 7,254 | 7,533  | 7,874 | 8,161 |
| النمو                                                         | −2.0 % | 0.4 %  | −3.0 % | 5.0 %  | −1.3 % | −1.9 % | 5.2 % | 7.0 %  | 1.9 % | 3.3 % | 4.4 % | 5.4 % | 4.8 % | 5.2 % | 3.8 % | 3.1 %  | 3.3 % | 2.1 % |
| التضخم (بالنسبة المئوية)                                      | 14.1 % | 15.0 % | 64.3 % | 12.2 % | 6.1 %  | 6.9 %  | 6.8 % | 12.2 % | 8.1 % | 3.0 % | 4.3 % | 4.4 % | 2.4 % | 1.9 % | 0.7 % | −0.9 % | 0.8 % | 2.1 % |
| الدين الحكومي (نسبة مئوية من الناتج المحلي الإجمالي)          | ...    | ...    | ...    | ...    | 131 %  | 119 %  | 97 %  | 61 %   | 63 %  | 67 %  | 68 %  | 67 %  | 64 %  | 58 %  | 52 %  | 50 %   | 51 %  | 51 %  |